# Geomecánica

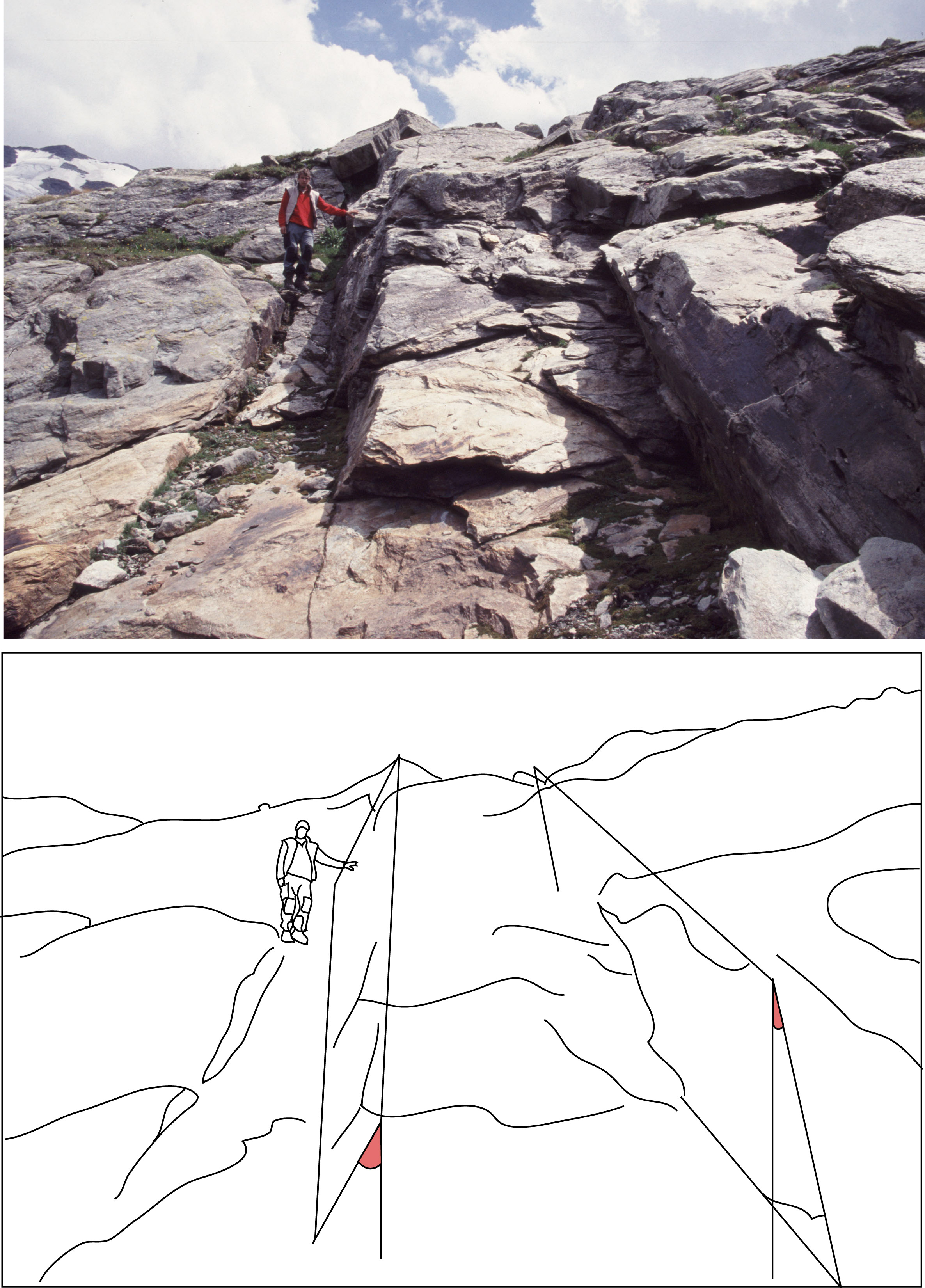
Macizo rocoso fracturado.

Geomecánica (procedente del prefijo griego geo- significando "tierra"; y "mecánica") implica el estudio geológico del comportamiento del suelo y rocas. Son las dos principales disciplinas de la geomecánica mecánica de suelos y mecánica de rocas. 
El primero trata del comportamiento de suelo desde pequeña escala a una escala de Talúd. Este último se refiere a temas en ciencias de la tierra relacionados con la caracterización de masas de las rocas y de la mecánica de las rocas, como se aplica a la industria del petróleo o altas profundidades, diseño de túneles, rotura de la rocas, y los útiles de perforación. Muchos aspectos de la geomecánica se superponen con partes de la ingeniería geotécnica, y de la ingeniería geológica. Los avances modernos se refieren a sismología, mecánica de medios continuos, mecánicos discontinuum y Fenómenos de Transporte.
En la industria de la ingeniería petrolera, la geomecánica se utiliza para predecir los parámetros importantes, tales como las tensiones in-situ de las rocas, módulo de elasticidad, coeficiente de fugas y el coeficiente de Poisson. 
Los parámetros del yacimiento incluyen: la formación de la porosidad, la permeabilidad y la presión del fondo del pozo que se pueden derivar de la evaluación geomecánica. El ingeniero geotécnico o geofísico se basa en varias técnicas para la obtención de modelos geomecánicos fiables. Estas técnicas que han evolucionado a lo largo de los años, son: Coring; Análisis de registros; Probando buenos métodos como el fracturamiento hidráulico; métodos geofísicos de sonar como la "emisión acústica".